# Inosina
La inosina és un nucleòsid intermediari de les rutes de síntesi d'àcids nucleics, de fórmula empírica C10H₁₂N₄O₅ que es forma quan la hipoxantina s'uneix a un anell de ribosa (també conegut com a ribofuranosa) a través d'un enllaç glucosídic β-N9. Va ser descobert l'any 1965 en l'anàlisi de l'ARN transferasa. La inosina es troba habitualment en els ARNt i és essencial per a la traducció adequada del codi genètic en parells de bases oscil·lants.

Parells de bases oscil·lants per a inosina i guanina

A escala industrial es produeix principalment per a la seva addició a aliments preparats, sopes de sobre, etc., ja que té un efecte potenciador del sabor.
Aquest compost s'ha identificat en molts aliments i es creu que deriva del metabolisme de microorganismes presents en aliments, especialment els psicròtrofs que poden persistir en l'aliment fins i tot quan les condicions de conservació de la cadena de fred són les adequades.
El coneixement del metabolisme de la inosina ha donat lloc als avenços en immunoteràpia en les últimes dècades. El monofosfat d'inosina s'oxida per l'enzim inosina monofosfat deshidrogenasa, donant lloc al monofosfat de xantosina, un precursor clau en el metabolisme de les purines. El micofenolat mofetil és un fàrmac antimetabòlit i antiproliferatiu que actua com a inhibidor de la inosina monofosfat deshidrogenasa. S'utilitza en el tractament de diverses malalties autoimmunes, inclosa la granulomatosi amb poliangitis, ja que la captació de purina mitjançant la divisió activa de les cèl·lules B pot superar 8 vegades la de les cèl·lules normals del cos i, per tant, aquest conjunt de glòbuls blancs (que no poden operar les vies de salvament) es dirigeix selectivament per la deficiència de purina resultant de la inhibició de la inosina monofosfat deshidrogenasa (IMD).

## Reaccions
L'adenina es converteix en adenosina o àcid inosínic (IMP), qualsevol dels quals, al seu torn, es converteix en inosina (I), que s'aparella amb adenina (A), citosina (C) i uracil (U).
La purina nucleòsid fosforilasa intraconverteix inosina i hipoxantina.
La inosina també és un intermedi en una cadena de reaccions de nucleòtids purínics necessàries per als moviments musculars.

## Importància clínica
A la dècada de 1970, la inosina va ser utilitzada pels atletes dels països de l'Est per intentar millorar el rendiment. Estudis posteriors en humans suggereixen que la suplementació d'inosina no té cap efecte sobre el rendiment esportiu. Els estudis en animals han suggerit que la inosina té propietats neuroprotectores. S'ha proposat per a lesions de la medul·la espinal i per a l'administració després d'un ictus, perquè l'observació suggereix que la inosina indueix el recablejat axonal.
Després de la ingestió, la inosina es metabolitza en àcid úric, que s'ha suggerit que és un antioxidant natural i eliminador de peroxinitrits amb beneficis potencials per als pacients amb esclerosi múltiple (EM). El peroxinitrit s'ha correlacionat amb la degeneració dels axons. L'any 2003, es va iniciar un estudi a la Universitat de Pennsylvania MS Center per determinar si augmentar els nivells d'àcid úric mitjançant l'administració d'inosina retardaria la progressió de l'EM. L'estudi es va completar el 2006, però els resultats no es van informar el NIH. Una publicació posterior va deixar entreveure els possibles beneficis, però la mida de la mostra (16 pacients) era massa petita per a una conclusió definitiva. A més, l'efecte secundari del tractament va ser el desenvolupament de càlculs renals en quatre de 16 pacients.
Amb els assaigs de fase II per a la malaltia de Parkinson completats, la inosina continuarà amb els assaigs de fase III. Els assaigs anteriors van suggerir que els pacients amb els nivells d'urat sèric més alts tenien una progressió més lenta dels símptomes de Parkinson. L'assaig utilitza inosina per augmentar els nivells d'urat en aquells amb nivells inferiors a la mitjana de la població (6 mg/dL).
Alseres Pharmaceuticals (anomenada Boston Life Sciences quan es va concedir la patent) va patentar l'ús d'inosina per tractar l'ictus i estava investigant el fàrmac en l'entorn de l'EM.
En el Sistema de Classificació Química Anatòmica Terapèutica, es classifica com a antiviral.
La inosina és un lligand natural per al lloc d'unió de benzodiazepines al receptor GABA A.

## Biotecnologia
Quan es dissenyen imprimadors per a la reacció en cadena de la polimerasa, la inosina és útil perquè es pot combinar amb qualsevol base natural. Això permet dissenyar primers que abasten un polimorfisme d'un sol nucleòtid, sense que el polimorfisme interrompi l'eficiència de recuit de l'encebador.
No obstant això, la inosina s'aparella preferentment amb la citosina (C) i la seva introducció a l'ARN, per exemple, per l'acció dels ADAR, desestabilitza així l'ARN de doble cadena canviant els parells de bases AU per desajustos IU.

## Aptitud
Malgrat la manca d'evidència clínica que millori el desenvolupament muscular, la inosina continua sent un ingredient en alguns suplements de fitness.

## Estimulant de l'alimentació
També s'ha trobat que la inosina és un estimulant alimentari important per si mateixa o en combinació amb certs aminoàcids en algunes espècies de peixos de granja. Per exemple, la inosina i l'inosina-5-monofosfat s'han informat com a estimulants alimentaris específics per als alevins de turbot, (Scophthalmus maximus) i la riberona japonesa (Seriola quinqueradiata). El principal problema d'utilitzar inosina i/o inosina-5-monofosfat com a atraients d'alimentació és el seu alt cost. No obstant això, el seu ús es pot justificar econòmicament en els pinsos de larves per a larves de peixos marins durant el període de deslletament primerenc, ja que la quantitat total de pinsos consumits és relativament petita.